# تپه کوره
تپه کوره مربوط به دوران‌های تاریخی پس از اسلام است و در شهرستان بروجرد، بخش مرکزی، روستای هزار جریب واقع شده و این اثر در تاریخ ۱۲ بهمن ۱۳۸۱ با شمارهٔ ثبت ۷۱۴۷ به‌عنوان یکی از آثار ملی ایران به ثبت رسیده است.